# Boorowa
Boorowa är en ort i Australien. Den ligger i kommunen Boorowa och delstaten New South Wales, i den sydöstra delen av landet, omkring 240 kilometer väster om delstatshuvudstaden Sydney.
Trakten runt Boorowa är nära nog obefolkad, med mindre än två invånare per kvadratkilometer.. Det finns inga andra samhällen i närheten.